# جشمة بموني تشربيون (زيلايي)
جشمة بموني تشربیون (بالفارسية: چشمه بمونی چربیون) هي قرية تقع في إيران في قسم زیلایی الريفي.